# Ciruela

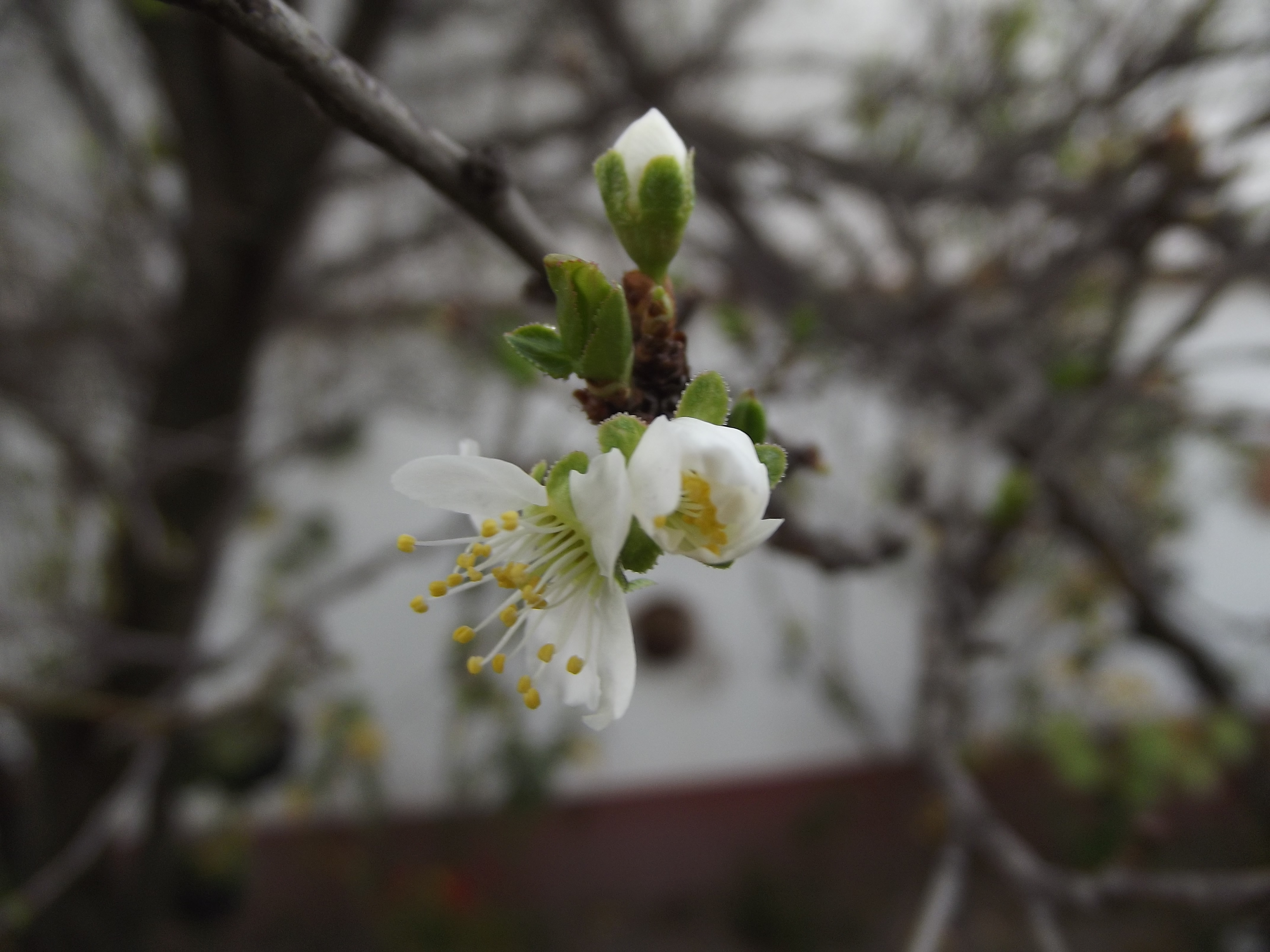
Flor de ciruelo

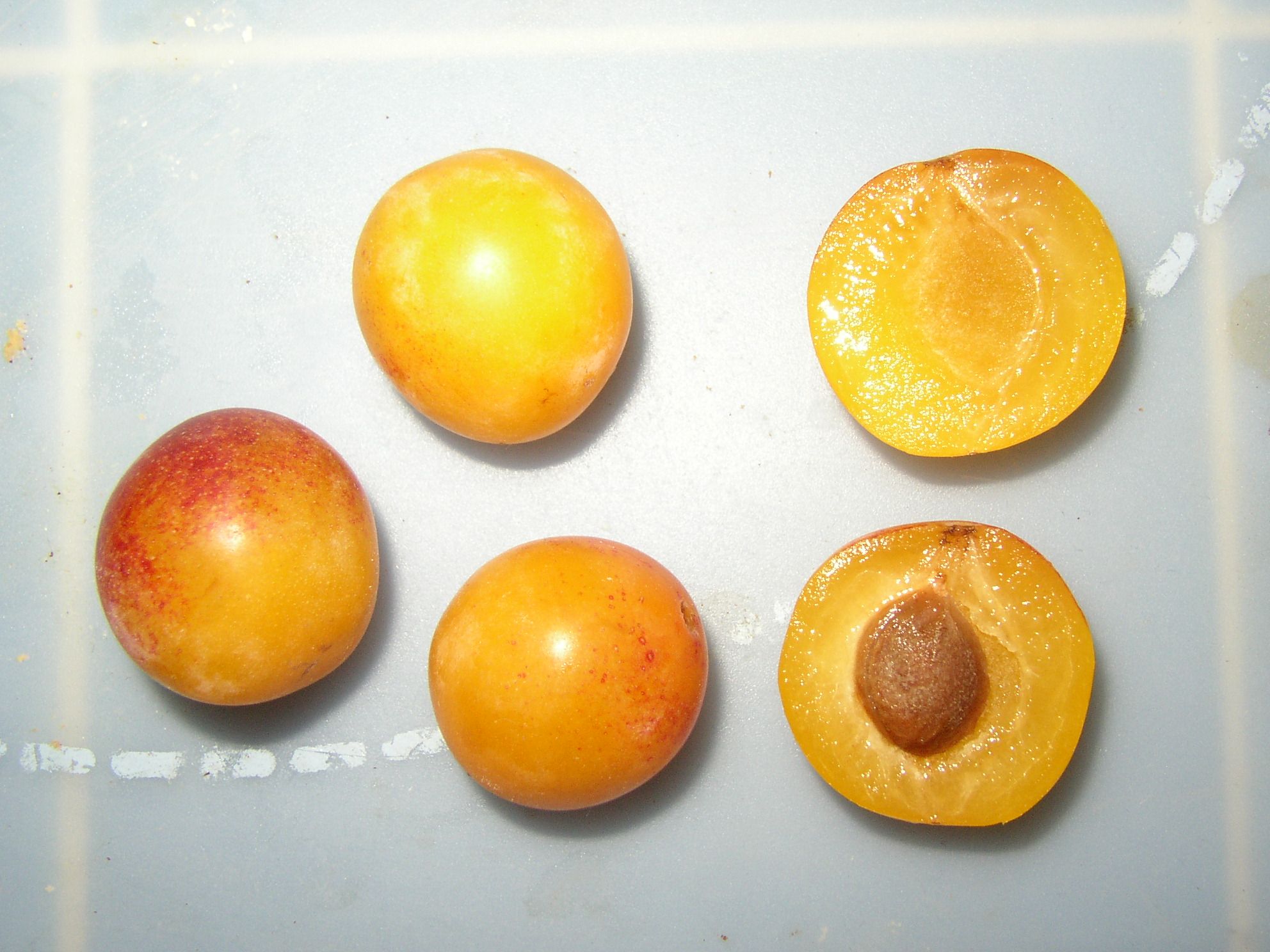
Ciruelas enteras y partidas, Prunus domestica var. syriaca

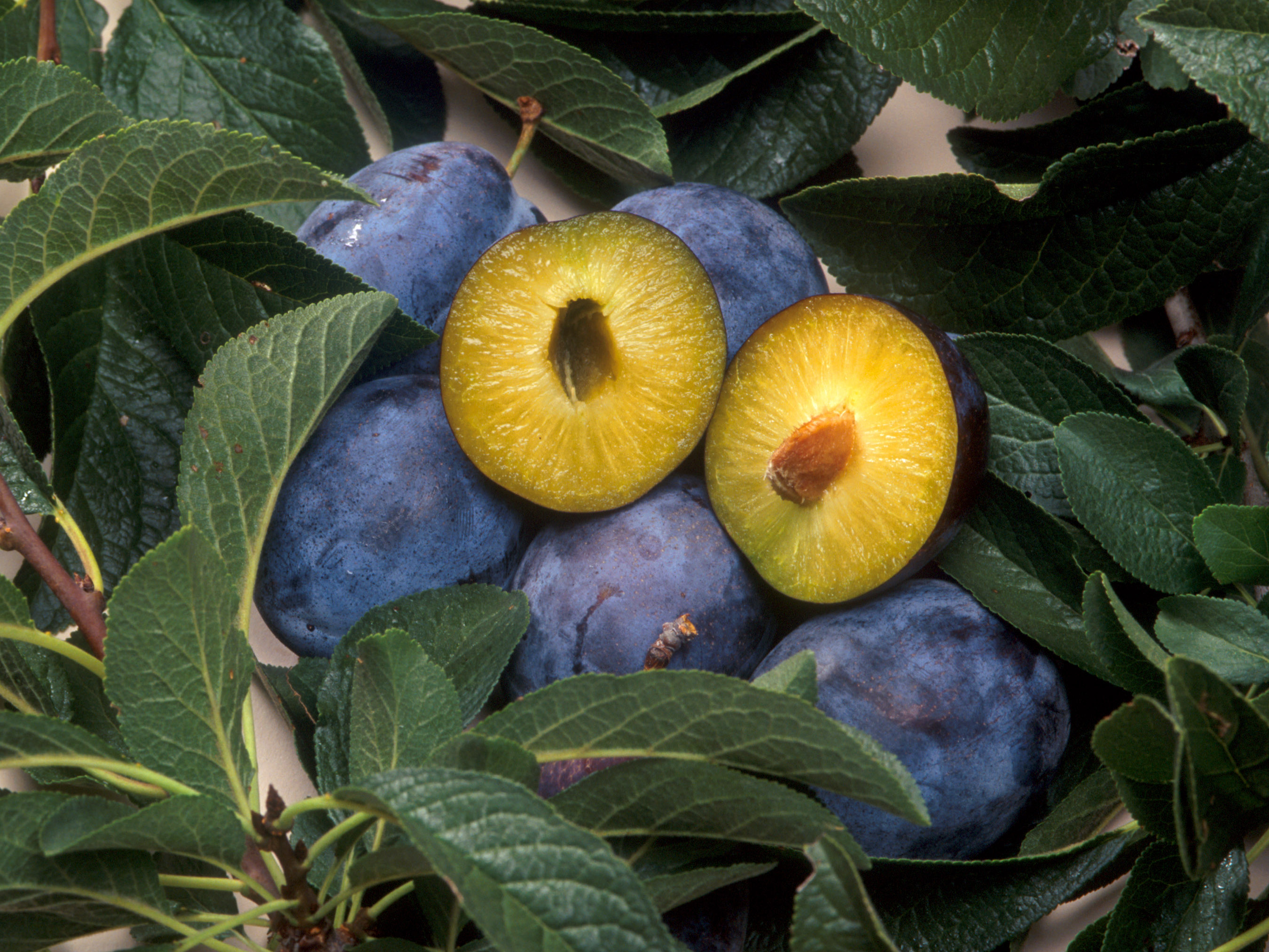
Ciruelas transgénicas.

La ciruela o pruna es la fruta del ciruelo, nombre común de varias especies arbóreas pertenecientes al subgénero Prunus. La ciruela es una drupa, es decir, un fruto carnoso con una única semilla rodeada de un endocarpo leñoso. Se caracterizan por presentar un tamaño mayor que las frutas del género Prunus denominadas cerezas.

## Especies y variedades
Existen ciruelas de muchas variedades. Unas tienen la pulpa (parte comestible) más firme que otras. Algunos tipos tienen la pulpa de color amarillo, blanco, verde y rojo.
Entre las especies y variedades se encuentran:
- Prunus domestica subsp. domestica, a la que pertenecen la mayoría de la variedades comunes.
- Prunus domestica subsp. italica (Borkh.) Gams ex Hegi, (doméstica × insititia o doméstica × doméstica var. insititia) a la que pertenece la ciruela claudia,
- Prunus domestica subsp. insititia (ciruelo damasceno)
- Prunus domestica var. syriaca (mirabel)

Otras especies relacionadas:
- Ciruelo japonés (Prunus salicina);
- Ciruelo mirobolano (Prunus cerasifera);
- Endrino (Prunus spinosa).

Algunas de las variedades de ciruelas más comunes incluyen:
- ciruela damascena
- claudia
- mirabel
- Satsuma
- Golden o yellowgage.
- Ciruela cojón de fraile

### Otras especies productoras de «ciruelas»
Igualmente existen otras especies de árboles o arbustos que producen frutos que también se denominan comúnmente como "ciruelas" debido a la apariencia similar que presentan sus frutos con respecto a los frutos del subgénero Prunus, que reciben la denominación de ciruelas verdaderas. Entre los frutos similares denominados igualmente "ciruelas", podemos encontrar a:
- La ciruela india (fruto de la especie Oemleria cerasiformis).
- La ciruela filipina (fruto de la especie Spondias dulcis).
- La ciruela de Davidson o ciruela Ooray (fruto de la especie Davidsonia jerseyana).
- La ciruela jocote o ciruela de huesito (fruto de la especie Spondias purpurea).
- La ciruela natal o ciruela carissa (fruto de la especie Carissa macrocarpa).
- La ciruela dulce china o ciruela sageretia (fruto de la especie Sageretia thea).
- La ciruela de selva (fruto de la especie Eugenia candolleana).
- La ciruela ramontchi (fruto de la especie Flacourtia indica).
- La ciruela keule (fruto de la especie Gomortega keule).
- La ciruela Lapsi (fruto de la especie Choerospondias axillaris).
- La ciruela booreerra (fruto de la especie Diospyros australis).
- La ciruela chicozapote (fruto de la especie Manilkara zapota).
- La ciruela nepalí  (fruto de la especie Choerospondias axillaris).
- La ciruela marula (fruto de la especie Sclerocarya birrea).
- La ciruela ababuy (fruto de la especie Ximenia americana).
- La ciruela ilawarra (fruto de la especie Podocarpus elatus).
- La ciruela de huesito (fruto de la especie Spondias purpurea).

## Propiedades y usos
Por su contenido en sorbitol tiene efecto laxante, por lo cual también es un buen remedio para afecciones de este tipo. Debido a eso, en algunas ocasiones no es recomendado comerlas en exceso ya que podría causar diarrea. Algunos médicos las recomiendan para "limpiar" el estómago. También se ha detectado la presencia de compuestos fenólicos, antocianinas, carotenoides y vitamina C.
A partir del fruto desecado se produce la ciruela pasa.

### Producción
| Posición | País    | Toneladas |
| -------- | ------- | --------- |
| 1        | China   | 6.470.000 |
| 2        | Rumania | 760.000   |
| 3        | Serbia  | 580.000   |
| 4        | Chile   | 420.000   |
| 5        | Irán    | 380.000   |
| 6        | Turquía | 330.000   |

## Aspectos culturales
Tanto la ciruela como su árbol son los símbolos del huerto de frutales de China.
Las más conocidas son las de California de origen EE. UU. , las Agen de Francia, en España las de  Extremadura,  Lérida, Aragón y Sevilla. 
En Colombia, se conoce al fruto del ciruelo como "ciruela calentana", típica en la ciudad de Girardot (Cundinamarca). En el Departamento Atlántico, se celebra anualmente el Festival de la Ciruela, en el que se ofrecen todo tipo de productos a base de la fruta, como helados, dulces, conservas y vino.
En Ecuador, es propia de los alrededores de la ciudad de Ambato.
La variedad "claudia", de color verde pálido y especialmente pulposa fue llamada así en honor de la reina Claudia de Francia.
En Honduras se le llama ciruela a las frutas conocidas como jocotes. Crece en abundancia en la Zona Sur del país.